# Sistema bismarckiano
(Alan John Percival Taylor, L'Europa delle Grandi Potenze, Bari, Laterza, 1977, p. 364)

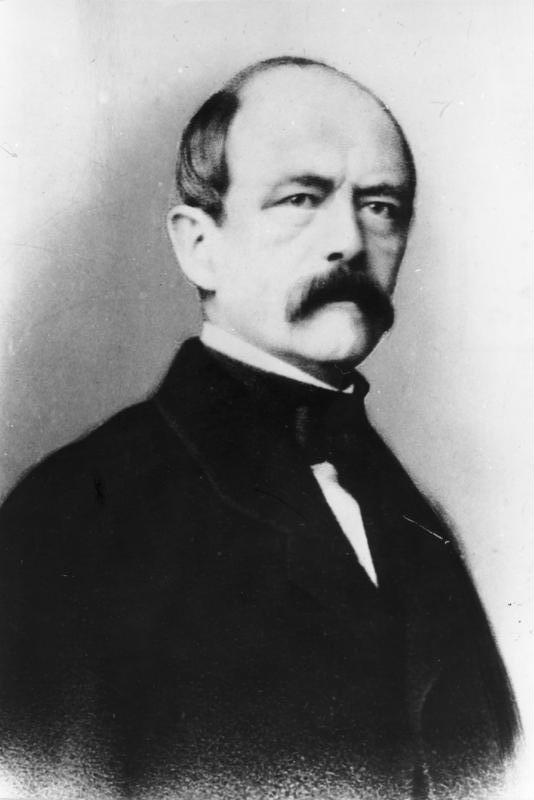
Otto von Bismarck al tempo della sua nomina a cancelliere del Regno di Prussia.

Con la definizione sistema bismarckiano o politica bismarckiana si fa riferimento alla politica estera dell'Impero tedesco e all'evolversi dell'intreccio delle relazioni tra gli Stati europei come conseguenza del ruolo centrale esercitato da Otto von Bismarck in quanto cancelliere del Reich, dalla fondazione del Impero tedesco nel 1871 fino alla rimozione dello stesso Bismarck dall'incarico governativo nel 1890.
Otto von Bismarck-Schönhausen raggiunse la carica di cancelliere nel 1862. Per risolvere la crisi politica e contrastare il rafforzamento della maggioranza liberale alla camera bassa, Guglielmo I scelse un esponente di spicco dell'aristocrazia Junker, votata fortemente ad una politica conservatrice e nazionalista. In quell'anno il neocancelliere dichiarò al parlamento che "non con discorsi né con le delibere della maggioranza si risolvono i grandi problemi della nostra epoca, ma con sangue e ferro".
Con queste parole Bismarck inaugurò un nuovo modo di fare politica, introducendo un elemento nuovo nel vocabolario della gestione dello Stato: il concetto di Realpolitik. Da quel momento la Prussia avrebbe agito non più sulla base delle costruzioni teoriche, ma avrebbe ricorso ai rapporti di forza. Tale condotta spregiudicata, risolutamente decisa a sfidare anche le regole costituzionali e diplomatiche, avrebbe avuto un ruolo fondamentale non solo nel contesto della politica interna prussiana, ma anche e soprattutto sul piano dei rapporti con gli altri Stati all'interno dello scenario europeo.

## La costruzione della Germania sotto l'egemonia prussiana

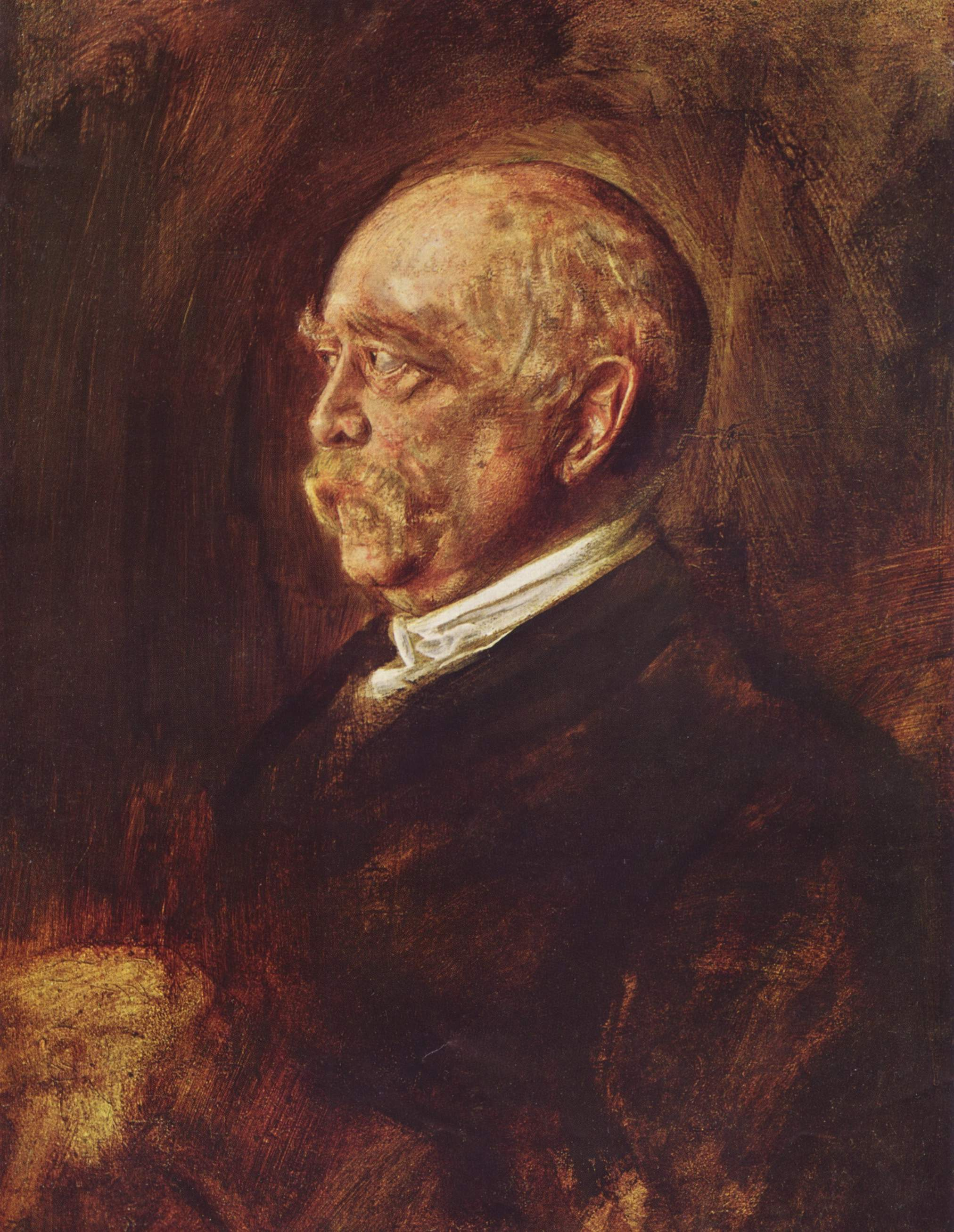
Il cancelliere nel 1889

La politica estera bismarckiana è apparsa volta, sin dai primissimi anni, ad un atteggiamento esplicitamente aggressivo, mirato a creare le premesse e le condizioni più favorevoli perché si potesse realizzare, anche a detrimento degli interessi di altre nazioni, il progetto dell'unificazione territoriale e politica tedesca sotto l'influenza del potere prussiano e l'autorità della casa reale Hohenzollern. Già un altro illustre prussiano, il re di Prussia Federico il Grande, aveva saputo innalzare al ruolo di grande potenza europea un piccolo regno, sfruttando le sue doti di abile stratega e di sovrano illuminato, nonché le sue competenze in campo economico, culturale e amministrativo. Non è chiaro però se Bismarck pensasse all'unificazione della Germania già dai primi anni del suo incarico. Sta di fatto che la politica del cancelliere nei dieci anni successivi avrebbe condotto all'ingrandimento della Prussia e alla riunione sotto la sovranità di quest'ultima dell'intera compagine degli stati germanici. L'affare dei ducati della Danimarca, contesi tra quest'ultima, la Prussia e la Confederazione Tedesca del Nord, costituì il banco di prova degli audaci propositi di Otto von Bismarck.
La firma dello Statuto di marzo da parte di Cristiano IX nel 1863, appena salito al trono di Danimarca, aveva decretato l'annessione di fatto dei territori dello Schleswig-Holstein alla corona danese. Tale evento scosse le coscienze del movimento nazionale tedesco e, dopo varie vicissitudini, costrinse all'intervento armato prima la Dieta federale tedesca e successivamente le forze di Austria e Prussia (che agirono indipendentemente dal parlamento della confederazione), unite in una sorta di transitoria complicità "di comodo". L'Austria non aveva interessi specifici nei territori contesi, tranne per quanto riguardava la propria posizione di responsabilità in Germania (riaffermata ad Olmütz il 29 novembre 1850 quando venne sottoscritto un accordo tra Austria e Prussia - Olmützer Punktation - in virtù del quale questa si impegnava ad abbandonare il progetto della creazione dell'Unione di Erfurt e accettava il predominio della Confederazione), che la costringeva ad affrontare di petto i problemi della confederazione.

### La guerra in Schleswig e la rotta di collisione con l'Austria

La situazione della Germania al tempo della Confederazione germanica: in rosso i confini della federazione, in blu i territori della Prussia e in giallo quelli dell'Impero austriaco

Attraverso la guerra in Schleswig, rapidamente girata in favore dell'esercito austro-prussiano militarmente superiore, Bismarck riuscì a far decadere la candidatura degli Augustenburg (principali candidati al dominio sui due ducati) ponendo, a prescindere dall'Austria, condizioni draconiane per l'ottenimento da parte del casato dei ducati dello Schleswig-Holstein (nel far questo ingaggiando un duro scontro con l'Austria). Soprattutto aveva messo con le spalle al muro gli asburgici: costoro, impegnati nell'occupazione di territori lontani, stavano lasciando cadere nelle mani dei prussiani due stati che avrebbero dovuto, come stati autonomi, rientrare all'interno della Confederazione germanica.
Intorno alla questione dei ducati si stava svolgendo una prova di forza tra le due maggiori potenze tedesche. Tale contesa avrebbe designato quale delle due avrebbe ceduto il passo all'altra e strappato la supremazia nella Confederazione. Le conflittualità che si svilupparono avrebbero fornito al partito della guerra di Bismarck a Berlino la situazione appropriata per favorire l'esplosione del conflitto contro l'Austria. Quello dello Schleswig-Holstein si rivelò un indiscusso successo della politica bismarckiana, in quanto aveva procurato alla Prussia i giusti pretesti per una guerra con l'Austria e perché aveva posto la monarchia Hohenzollern in una posizione di maggiore forza rispetto alla rivale.
L'inizio del 1865 inaugurò una fase di duro scontro tra Austria e Prussia che si concluderà soltanto con la sottoscrizione della convenzione di Gastein che ritardò la rottura definitiva tra le due potenze tedesche, ormai avviate verso la guerra. La meta di Bismarck era l'annessione dei due ducati ed egli operava le proprie mosse in vista di tale obiettivo da una posizione molto più vantaggiosa. Il cancelliere poteva infatti contare sul controllo militare dei territori, aveva la possibilità di gestire a proprio favore il mantenimento delle truppe in quei luoghi (avendo obbligato provocatoriamente l'Austria a un'occupazione sine die dei ducati) e poteva trincerarsi sulla questione dell'opposizione alla candidatura Augustenburg, che aveva portato al braccio di ferro con Vienna. C'erano due alternative in questo periodo alla guerra: che la Prussia si sottomettesse all'Austria accettando la candidatura oppure che l'Austria permettesse a Bismarck di procedere all'annessione dei ducati.

#### La sottrazione dell'egemonia all'Austria
Forte di un accordo della durata di tre mesi con l'Italia, che impegnava quest'ultima ad intervenire qualora la Prussia si fosse mossa per prima contro l'Austria, Bismarck poté imboccare definitivamente la strada della guerra. Superata la riluttanza di Guglielmo I al decretamento della mobilitazione (Guglielmo era profondamente ostile alla rottura dell'amicizia con l'Austria), per i primi di maggio del 1866 le armate prussiane furono in via di raccoglimento. La guerra austro-prussiana era cominciata e il suo esito non appariva per nulla scontato: essa avrebbe segnato la nascita di un forte impero o sotto gli Asburgo o sotto gli Hohenzollern. Gli ampi margini di vantaggio offerti dalla rapidità della mobilitazione, una maggiore organizzazione e un migliore armamento andarono nondimeno a favore della strategia di Von Moltke e dello stato maggiore prussiano.
Come esito del conflitto la Prussia annetté Hannover e Holstein (strappato all'Austria), nonché ducati dell'Assia-Nassau e Francoforte, mentre l'Italia si annetté il Veneto, il Friuli e la provincia di Mantova. Bismarck poté costituire la Confederazione Tedesca del Nord, sottraendo alla rivale l'egemonia nell'area tedesca e sbilanciando i rapporti di forza all'interno dello stesso Impero austriaco che divenne, a partire dal compromesso del 1867, Impero austro-ungarico, con il rafforzamento del polo ungherese, che si pose su un piano sostanzialmente paritario con Vienna.

### I difficili rapporti con Napoleone III

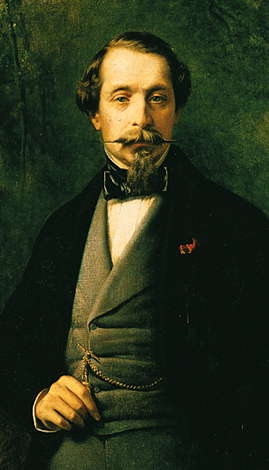
Napoleone III nel 1857, opera di Franz Xaver Winterhalter

Napoleone III aspirava ad ottenere la supremazia in Europa, ma i suoi tentativi furono vani e il suo impero "non ebbe nulla di imperiale tranne il nome". L'imperatore aveva tentato velleitariamente di guadagnare qualcosa dalla guerra tra Austria e Prussia e all'indomani della vittoria di Bismarck era impegnato ancora a garantirsi il giusto "compenso" per la neutralità mantenuta nel corso del conflitto. Tramontate le ambizioni sul Belgio e sulla Renania (territori che la rapida vittoria prussiana precluse di tentare di annettere), alle quali si era sempre opposta la Prussia, Luigi Napoleone indirizzò le proprie aspirazioni territoriali sul Lussemburgo. Bismarck, che aveva inizialmente dato il suo assenso all'acquisizione del Lussemburgo da parte dei francesi, successivamente modificò la propria posizione opponendosi fermamente al controllo francese del ducato, che sarà dichiarato neutrale nella Conferenza di Londra del 1867.

#### La guerra
(Karl Marx, Il 18 brumaio di Luigi Bonaparte)
Bismarck era a conoscenza del fatto che un sempre maggiore potere nelle mani prussiane avrebbe significato un parallelo declino della posizione di Napoleone III. Egli infatti sostenne: "non avevo dubbi che, prima della realizzazione di una Germania unita, avremmo dovuto condurre una guerra franco-tedesca". L'occasione per la guerra contro la Francia venne nel 1870, quando al trono di Spagna venne chiamato un esponente della famiglia regnante prussiana, Leopoldo di Hohenzollern-Sigmaringen. Tuttavia, non è possibile affermare con certezza che Bismarck sperasse di ricorrere alle armi contro Napoleone usando il pretesto della candidatura Hohenzollern. Può essere plausibile ritenere che il cancelliere intendesse ottenere vantaggi in Spagna, ma al solo scopo di usarli come strumento di pressione e di ricatto sulla Francia. Risulta ugualmente, e forse maggiormente, suffragata l'ipotesi della candidatura Hohenzollern come "trappola" nella quale far precipitare Napoleone. Quando i Sigmaringen infatti rifiutarono il trono, Bismarck sostenne il 13 maggio che "la palese ragion di stato è stata subordinata alle personali inclinazioni principesche".
Nell'estate del 1870 Bismarck aveva, ad ogni modo, deciso per la guerra. In luglio, la proposta tedesca al trono di Spagna venne ritirata, ma Napoleone volle che dalla Prussia giungesse la rassicurazione che neppure in futuro un Hohenzollern sarebbe diventato re di Spagna. Guglielmo I ribadì al conte Vincent Benedetti, ambasciatore francese, il ritiro della candidatura, ma non si prestò a fornire ulteriori rassicurazioni e inviò a Berlino un resoconto dell'incontro con Benedetti. Bismarck modificò intenzionalmente il testo del dispaccio (dispaccio di Ems) da rilasciare alla stampa, facendo apparire provocatorio il tono delle dichiarazioni del re prussiano. L'incontro con l'ambasciatore, diffuso dai giornali berlinesi, fu interpretato dall'opinione pubblica francese come umiliante e profondamente offensivo.
Il governo di Parigi rispose immediatamente a quello che fu considerato un insulto che non andava tollerato e consegnò la dichiarazione di guerra a Berlino il 19 luglio 1870. La Confederazione nordgermanica fu inaspettatamente compatta accanto alla Prussia contro Napoleone: gli eserciti dell'unione federale tedesca in poco più di due mesi, dopo essersi aperti il passaggio nel territorio francese e aver affondato le armi nel cuore dell'impero catturando lo stesso Napoleone III a Sedan, gettando disonore sull'esercito francese, giunsero a circondare Parigi, simbolo della resistenza francese. Negli ultimi giorni della guerra gli stati tedeschi proclamarono la loro unificazione e venne decretata la costituzione dell'Impero tedesco: il 18 gennaio 1871 i principi di Germania offrirono a Guglielmo I la corona di "Imperatore Tedesco" (non "di Germania", per non irritare i sovrani degli altri stati tedeschi) in uno dei simboli della Francia monarchica, nella sontuosa sala degli specchi della reggia di Versailles.
Il trattato di Francoforte consegnerà a Bismarck l'Alsazia e parte della Lorena, ricchissime di giacimenti carboniferi, oltre a imporre alla Repubblica francese riparazioni di guerra per 5 miliardi di franchi.

#### La cancellazione delle clausole di Parigi

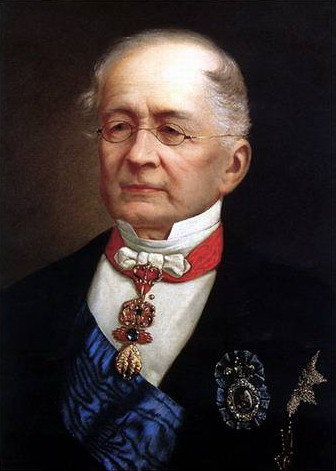
Il cancelliere dell'impero russo Aleksandr Michajlovič Gorčakov. Nell'ottobre del 1870 dichiarò unilateralmente decaduti i termini di smilitarizzazione del Mar Nero sanciti dal trattato di Parigi.

La resa della capitale francese era stata raggiunta tra i pericoli di un intervento internazionale nella guerra franco-tedesca. A dicembre Bismarck iniziava a subire un nervosismo e una scontentezza collegati all'incapacità di dare una scossa conclusiva alle operazioni di conquista di Parigi. Già il cancelliere era stato contrario, e lo riteneva ancora insensato, al progetto di accerchiamento della capitale. Ora che la guerra si protraeva senza prospettive chiare di una sua conclusione, le ostilità con lo stato maggiore tedesco (che non vedeva di buon occhio la presenza del "civile" Bismarck tra le alte uniformi del comando prussiano) e con lo stesso Guglielmo si facevano più acute.
Quando San Pietroburgo a ottobre, con la copertura diplomatica dello stesso Bismarck, dichiarò nulla la neutralità e la smilitarizzazione del Mar Nero sancite dal trattato di pace di Parigi del 1856 (i russi non avevano però piani specifici nel Mar Nero e il loro atto ebbe l'unico obiettivo di far valere la voce russa nelle questioni europee), il cancelliere approfittò della situazione per garantirsi l'inerzia del consesso europeo di fronte a eventuali atti arbitrari che sarebbero stati compiuti dalla Germania con l'approssimarsi della fine del conflitto (i tentativi di annessione dell'Alsazia-Lorena).
Mentre infatti la conferenza di Londra, convocata per dare una soluzione alla crisi e iniziata nel febbraio 1871, annullò definitivamente la clausola del Mar Nero del 1856, Bismarck si era già assicurato l'accettazione del trattato preliminare di pace da parte della Francia. Gli abusi messi in atto dalla Prussia avevano rischiato di fare precipitare gli eventi verso l'allargamento del conflitto su scala europea. Per accelerare la capitolazione della capitale, con la scusante della prevenzione dal pericolo di un'alta mortalità per fame tra le mura parigine, Bismarck spinse acché si desse inizio al bombardamento della città, che fu aperto dopo esitazioni il 5 gennaio. Il 28 gennaio, infine, Jules Favre, neogovernatore militare e vice presidente della terza repubblica (proclamata dopo la debacle di Sedan), rese le armi ai tedeschi.

## Nuovi equilibri
L'esito della guerra franco-prussiana, con la schiacciante sconfitta ai danni dell'impero francese prima e della repubblica dopo, favorì la nascita del II Reich tedesco e l'unificazione degli Stati della Germania meridionale (un tempo appartenenti alla confederazione germanica) con quelli a nord del Meno, facenti parte della confederazione della Germania del nord, sorta nel 1867 a conclusione della guerra austro-prussiana, la cui vittoria da parte della Prussia di Bismarck sancì la sottrazione del ruolo guida in Germania all'impero asburgico. L'impegno francese contro le armate prussiane dette il destro all'Italia per compiere un altro passo decisivo sulla strada dell'unificazione attraverso la conquista di Roma, compiuta il 20 settembre 1870. Alla fine della guerra franco-prussiana le mappe europee apparirono trasformate in numerosi punti.
La Germania di Guglielmo I si assicurò di fatto il massimo posto di potere nell'Europa centrale. La preoccupazione di Bismarck dopo le abbondanti conquiste territoriali, mietute nel corso del decennio 1860-1870 come conseguenza dei conflitti più o meno orchestrati da lui stesso, fu di ipotecarsi questi successi e di fare in modo che essi non fossero messi in pericolo da "alleanze di rivalsa". La minaccia di eventuali coalizioni, capeggiate dalla Francia, unite nel comune intento della vendetta a danno della Germania, spinse Bismarck alla ricerca di un equilibrio europeo che fu trovato in una parziale riedizione, in una veste nuova, del vecchio modello di "concerto europeo" (nato nel 1815 nel congresso di Vienna). Si trattava di un sistema di alleanze ristretto a cinque potenze (Germania, Austria-Ungheria, Francia, Regno d'Italia e Russia), dal quale fu per molti anni esclusa l'Inghilterra, teso a garantire lo status quo nel continente.

### Il primo patto dei tre imperatori e la Conferenza di Berlino

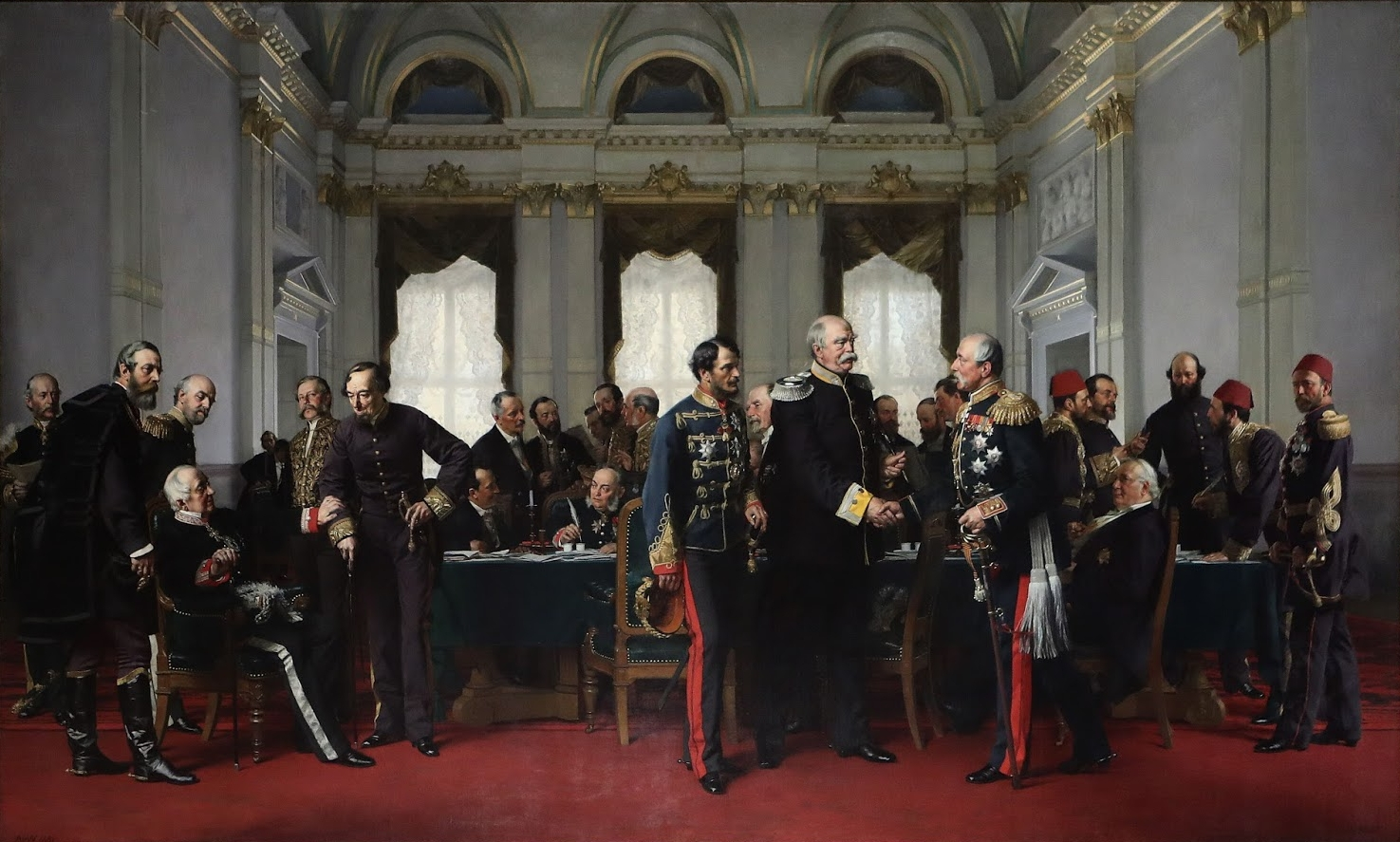
Riunione dei rappresentanti europei al Congresso di Berlino del 1878, in un dipinto di Anton von Werner. Tra i presenti: Bismarck (Germania), Gyula Andrássy (Austria), Aleksandr Michajlovič Gorčakov (Russia), Benjamin Disraeli (Gran Bretagna), Alèxandros Karatheodorìs (Turchia).

L'isolamento diplomatico della Francia divenne il cardine del sistema bismarckiano. Lo scopo primario del cancelliere divenne lo scongiuramento di una plausibile coalizione antitedesca. La Germania, in questo modo, sarebbe rimasta protetta da una guerra su più fronti e sarebbe riuscita a mantenere le conquiste ottenute negli anni precedenti. Nel settembre 1872 Francesco Giuseppe, Alessandro II e Guglielmo I ebbero un incontro a Berlino, durante il quale si crearono le premesse per il consolidamento dell'alleanza tra le "tre corti del Nord".
Nel 1873 venne concepita la lega dei tre imperatori tra Germania, Austria-Ungheria e Russia, che nacque con intenti reazionari in risposta alle nuove spinte rivoluzionarie a seguito della costituzione della Prima Internazionale e della comune parigina. Non è difficile cogliere le analogie tra questa lega e la Santa alleanza del 1815, che era nata con il preciso intento di limitare il liberalismo e il secolarismo in Europa alla luce delle devastanti guerre rivoluzionarie francesi. L'intento della risposta antirivoluzionaria si sarebbe rivelato, nei fatti, insensato perché non vi furono in realtà pericoli imminenti di nuove sollevazioni popolari che potessero far vacillare i governi europei e perché l'ideale dominante in Europa in questi anni fu il sentimento nazionale, non il rivoluzionarismo.
L'accordo doveva garantire a Bismarck la pace fra Austria e Russia ed evitare l'avvicinamento della Russia alla Francia. Tra Pietroburgo e Vienna, tuttavia, covava un forte sospetto. I due imperi erano divisi dalla questione del Vicino Oriente, la cui riesplosione avrebbe potuto determinare il venir meno dell'alleanza. La Francia, dal canto suo, cercava di rompere l'isolamento e riconquistare la propria posizione di potere. Allo stesso tempo si sarebbe ricercato l'indebolimento del potere della Germania. Il nuovo governo monarchico costituito nel 1874 ebbe l'obbiettivo di mettere in cattiva luce Bismarck e in qualche modo vi riuscì. Nel 1875 Gran Bretagna e Russia, messe a parte del progetto tedesco di una guerra preventiva contro la Francia (venuto alla luce attraverso un abile destreggiamento del ministro degli Esteri Louis Decazes), fecero palesi rimostranze a Berlino.
A minacciare la pace nel continente erano, piuttosto, i contrasti tra le potenze europee e i progetti di egemonia di ciascuna di esse. I torbidi scoppiati in Bosnia e in Bulgaria nel biennio 1875-1876 aprirono una nuova pericolosa crisi continentale. Le mire dello Zar sui territori osmanici per l'ottenimento dello sbocco sul mediterraneo e l'eventualità di un successo completo della Russia nella guerra contro l'Impero ottomano nel 1877 (Guerra russo-turca) spinsero ad una pronta reazione l'Inghilterra che minacciò di intervenire costringendo i russi a porre fine al conflitto. A far da paciere tra le parti coinvolte e a mediare tra gli interessi delle varie nazioni intervenne Bismarck il quale, eletto presidente del congresso convocato a Berlino, seppe rimettere equilibrio in uno scenario uscito scompensato dalle decisioni della Pace di Santo Stefano, conclusa tra l'impero russo e quello ottomano. Il ruolo della Germania e di Bismarck in questi anni fu essenziale per il mantenimento della pace in Europa.

## Evoluzione, crisi e fine delsistema

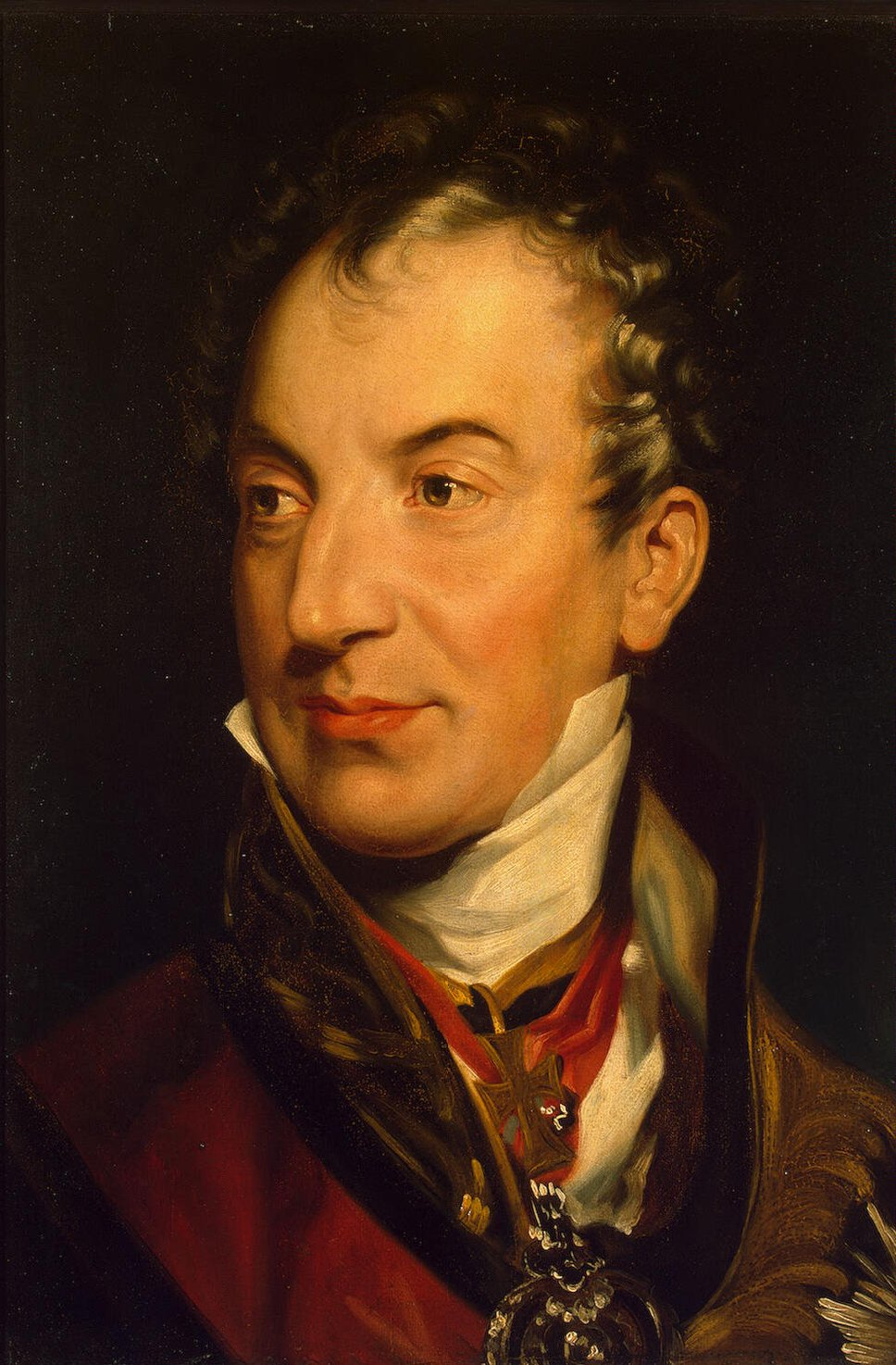
Klemens von Metternich, dal 1821 fu cancelliere di Stato alla corte asburgica d'Austria

Il Congresso di Berlino ebbe risultati ed effetti non meno decisivi del congresso di Vienna del 1815 sulla struttura politica europea. Gli accordi tra i capi di governo riuniti nella capitale dell'impero, complice anche il periodo di imponente sviluppo economico ed industriale, consentirono di evitare il rischio di una guerra su vasta scala tra il 1878 e il 1913. Malgrado gli incubi del cancelliere di un approssimarsi rovinoso della caduta della propria creazione, il II Reich tedesco, che con l'assopirsi dei dissapori e l'assenza di conflitti vide giustificata la definizione degli anni ottanta dell'Ottocento come di quelli della "pax Germanica", seppe infatti assicurare una relativa pace in Europa, anzi "il più lungo periodo di pace di cui il vecchio continente avesse goduto dagli albori dell'età moderna", anche se il teatro della crisi si era spostato alla periferia del continente, con le tensioni relative al contendere attorno alla questione balcanica.
Il sistema delle alleanze era destinato tuttavia a non durare a lungo. La lega delle "tre corti del nord" definita nel 1873, che si fondava sull'atteggiamento solidaristico dei maggiori stati monarchici europei, si dimostrò infatti un insuccesso, soprattutto a motivo dell'antica rivalità fra Austria e Russia. L'isolamento francese, punto nodale della partita del cancelliere, stava venendo meno, così come si sarebbero mostrati fallimentari i tentativi messi in atto al fine di aprire crepe nei rapporti tra lo Zar e la Francia repubblicana. Il meccanismo "dell'antirivoluzione" metternichiano (che sembrò essersi messo nuovamente in moto dopo la Comune), che aveva funzionato al tramonto dell'epopea napoleonica, non aveva più senso nell'Europa degli accesi fervori nazionalistici. In quest'epoca l'unica strada percorribile poteva apparire quella della ricerca dell'equilibrio, ma la costruzione delle alleanze aveva mostrato tutti i propri limiti. Lo stesso Bismarck intuì la fragilità dei propri piani e si persuase di come il nazionalismo avesse fallito nel cementare l'idea della nazione pangermanistica. Nel 1872 Bismarck sostenne:

### L'accordo bilaterale tra Austria e Germania

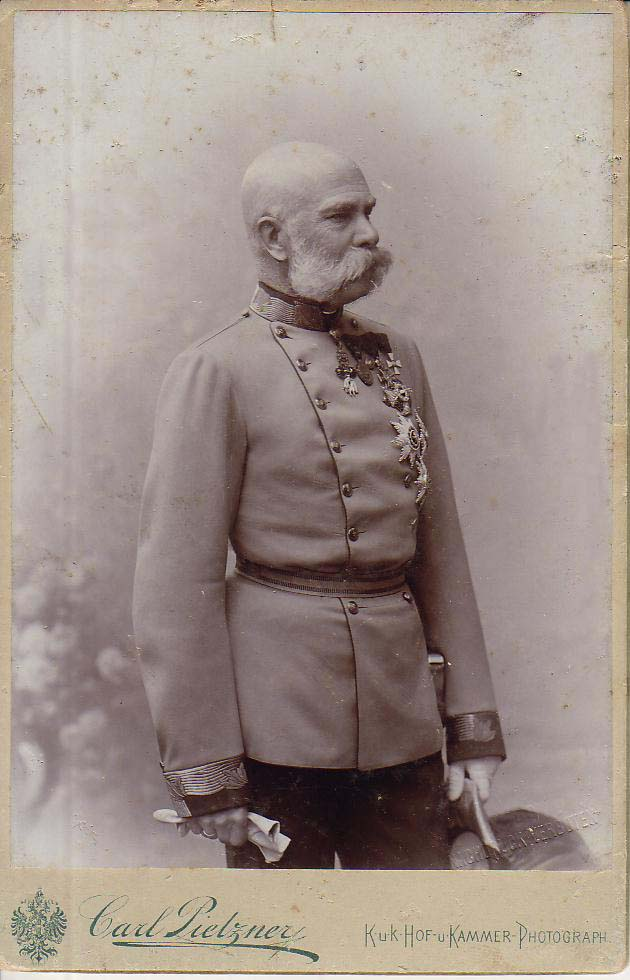
L'imperatore austriaco Francesco Giuseppe nel 1885

L'aspetto più duro della politica bismarckiana fu sempre l'inconciliabilità delle posizioni tra austriaci e russi, che alla fine definì i confini della rottura dell'equilibrio del cancelliere. Il primo ministro prussiano agì in modo che l'Austria-Ungheria si legasse alla Germania al fine di staccarla dalla coalizione di Crimea. Vincolandosi a Bismarck l'Austria avrebbe dovuto accettare la condizione di appianare i contrasti con la Russia. La sottile strategia del cancelliere previde che si dovesse creare il terreno per un'ostilità russa teso a far credere che esistesse il reale pericolo di un'aggressione da parte dello Zar. In agosto i russi, di fronte alle provocazioni messe in atto da Bismarck, furono incitati ad assumere un comportamento ostile.
Nell'ottobre del 1879, dopo aver ingaggiato un rude scambio di opinioni con Guglielmo che non riteneva necessaria un'alleanza difensiva contro la Russia, Bismarck obbligò il proprio sovrano alla definizione della duplice alleanza. Essa venne siglata tra Guglielmo I e Francesco Giuseppe ed assicurò la protezione dell'Austria contro la Russia. In caso di attacco russo Austria e Germania si sarebbero assistite reciprocamente intervenendo l'una a favore dell'altra. Nel caso in cui invece vi fosse stato un attacco francese, il patto offriva la garanzia di un "atteggiamento benevolmente neutrale" da parte dell'Austria. Quest'ultima tuttavia, non avrebbe fatto il giuoco di Bismarck e avrebbe ricorso all'alleanza, al contrario, per acuire le distanze con la Russia. L'accordo tra i due imperi pose le basi per l'altra alleanza che li vedrà, in una chiave strettamente offensiva, contrapposti nel 1914 al resto d'Europa. Di fatto Bismarck non previde quanto rigidamente quest'accordo lo stesse legando alle sorti dell'ex concorrente asburgico.

### Il patto dei tre imperatori

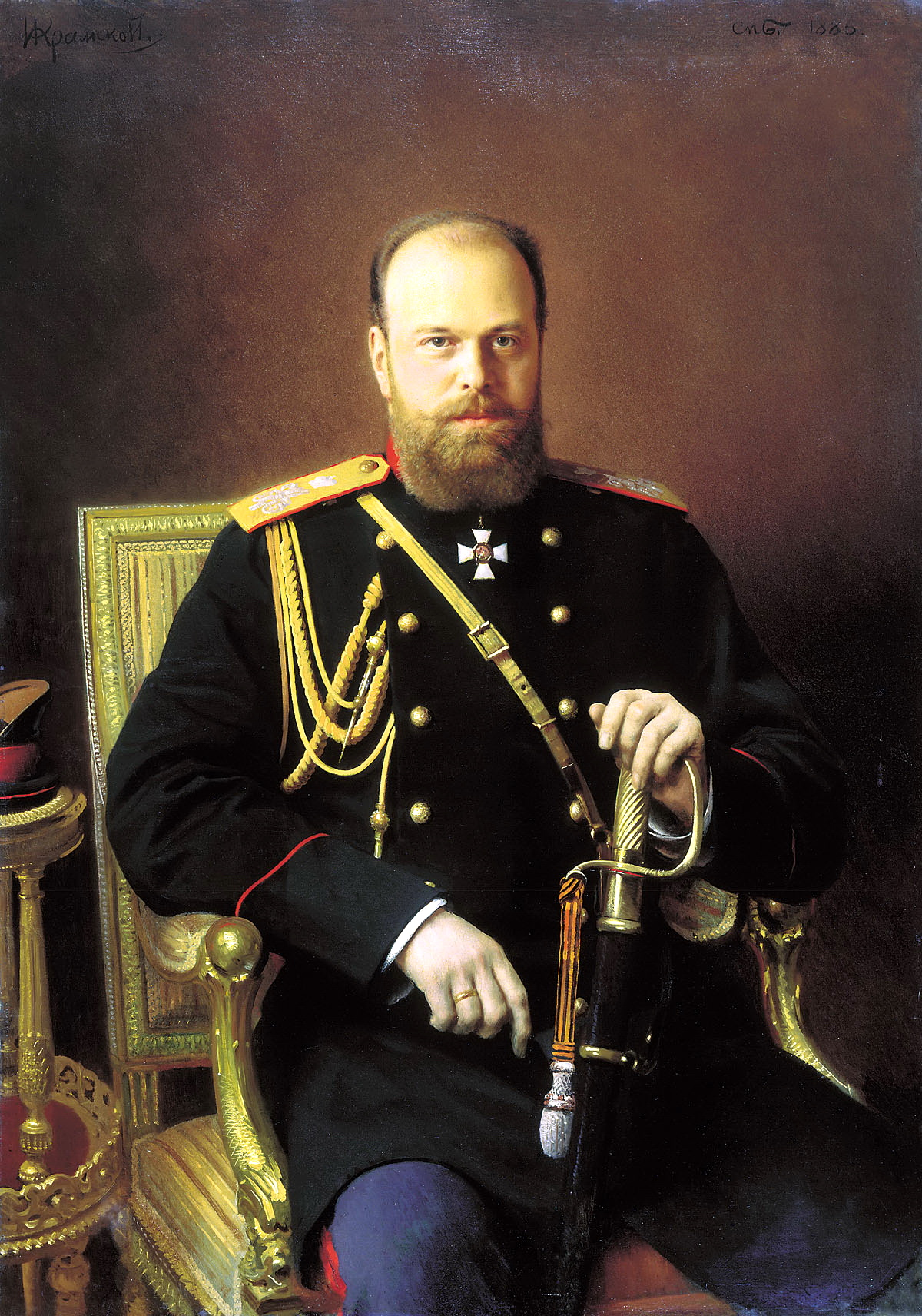
Lo zar Alessandro III di Russia

Nel 1881 dopo numerose e complesse trattative e dopo che l'ennesimo colpo di genio di Bismarck portò (per mezzo di una strategia basata sul doppiogioco) Austria e Russia sulla strada a lui più vantaggiosa, venne concluso un nuovo accordo tra i tre imperi. Essa venne all'indomani dell'assassinio di Alessandro II, che inaugurò la linea meno malleabile per i prussiani di Alessandro III, poco incline al riconoscimento dei legami familiari con Guglielmo I.
La seconda lega dei tre imperatori assegnava alla Russia zarista la protezione tedesca. Allo stesso tempo, in caso di aperta ostilità francese, la neutralità russa era ritenuta fuori discussione.

### La Triplice alleanza
Nel novembre 1881, in Francia, il patriota radicale Léon Gambetta, nominato Primo Ministro, cominciò a lavorare per un'alleanza con la Russia e con la Gran Bretagna, e a più breve scadenza per una riconciliazione con il Regno d'Italia. Nel febbraio del 1882, mentre tra francesi e russi si iniziavano a percepire pericolosi segnali di avvicinamento, Bismarck sollecitò il nuovo ministro degli Esteri austriaco Gustav Kálnoky a riprendere i negoziati con l'Italia.
Nel maggio del 1882 venne conclusa la Triplice alleanza che sarebbe sopravvissuta con alterne vicende per oltre trent'anni. L'accordo prevedeva il soccorso da parte di Germania e Austria all'Italia nel caso fosse stata attaccata dalla Francia e l'assicurazione di neutralità da parte delle altre due nel caso una delle potenze firmatarie si fosse trovata a combattere una guerra con una sola potenza. La triplice apparve però quantomai contraddittoria con i contenuti del patto dei tre imperatori teso a trovare la conciliazione tra Austria e Russia. La triplice infatti era nata in vista di un conflitto tra Austria e Russia. Se la Lega aveva come obiettivo quello di mantenere salda l'amicizia tra Russia e Germania in base all'accordo sulla spartizione della Polonia, la Triplice alleanza era suggerita dall'asettica constatazione che andava evitata una potenziale collisione tra Austria e Russia.
Bismarck ambiva a conservare il Reich nel modo in cui era nato; aspirava a garantire la pace nel continente anche se intese perseguire tale obiettivo legandosi alle potenze più smaniose del continente (Austria e Italia) e opponendosi a quelle più conservatrici.

### L'intesa segreta tra Bismarck e Alessandro III
Il nuovo emergere dei contrasti tra Russia e Austria nel 1885 con l'aprirsi della crisi bulgara, spinse la Germania a seguire la via del bilateralismo segreto. All'insaputa dell'Austria il cancelliere imperiale stipulò un patto di non aggressione con la Russia. La firma del Trattato di controassicurazione nel 1887 confermò l'immobilità dello zar di fronte ad un attacco francese, ma nel contempo pose a beneficio della Russia un'ipoteca sul possesso del Mar Nero e sull'allargamento degli interessi dell'impero nel settore balcanico, con particolare riguardo alla Bulgaria.
Il trattato, che offriva a Bismarck la garanzia dell'impraticabilità di una guerra fra Russia e Austria (assicurando inoltre la neutralità russa in caso di attacco francese e la neutralità tedesca in caso di aggressione austriaca), oltretutto lasciando piena libertà di scelta nel proteggere quest'ultima essendo in vigore la Duplice alleanza, si impresse su uno sfondo di conflittualità economica che non lasciava spazi a grosse intese tra i due paesi (malgrado Bismarck sostenesse che si potesse, a un tempo, «essere in buoni rapporti politici e combattersi a livello economico»). Nel 1887 i dazi sui prodotti agricoli subirono l'ennesimo rincaro e nello stesso anno su disposizione dello stesso Bismarck la banca centrale Imperiale smise di concedere crediti alla Russia. L'accesa rivalità sul fronte degli investimenti di banche e industrie tra le due economie disturbò il ricorso al capitale tedesco da parte della Russia, trasferendo grosse quantità di denaro verso la finanza parigina. L'avvicinamento economico dello zar con la Francia (con le banche francesi che impegnavano risorse in Russia per favorirne il processo di industrializzazione), assieme al mancato rinnovamento del Trattato di contrassicurazione da parte di Guglielmo II, favoriranno il raggiungimento dell'intesa franco-russa del 1891, che, decretando l'uscita dall'isolamento della Repubblica francese, rimuoverà in futuro gli ostacoli ad una partecipazione della Russia ad una guerra contro la Germania.

### L'uscita di scena di Bismarck e lo sfarinamento delsistema
Le dimissioni di Bismarck posero fine all'epoca Bismarckiana e insieme con essa determinarono lo sfaldamento del suo castello. L'equilibrio del sistema bismarckiano si ruppe a favore di un nuovo assetto bipolare che restrinse il campo delle alleanze dell'Impero alla sola Austria-Ungheria. La Germania guglielmina aderì così ad una sistemazione, nell'ambito delle alleanze, che la vide unita a filo doppio con le sorti dell'altro gigante tedesco. Tale assetto, sanzionato nel 1879 attraverso il patto con l'Austria-Ungheria, sopravviverà fino allo scoppio del primo conflitto mondiale. La Germania non essendo riuscita a prevenire le manovre di avvicinamento alla Francia di Alessandro III, era destinata a dover subire una guerra su due fronti.
L'uscita dall'isolamento della Francia aprì non solo a nuovi approcci da parte di questa con la Russia, ma anche e soprattutto all'intesa con l'Inghilterra, assieme alla quale addiverrà ad un accordo fondamentale l'8 aprile del 1904 per mezzo della sottoscrizione della Entente cordiale. L'accordo costruì le fondamenta della Triplice intesa che comprenderà, dopo l'Accordo anglo-russo per l'Asia del 1907, oltre alla Francia e alla Gran Bretagna anche la Russia.